# باب الحارة (الجزء الثاني)
باب الحارة الجزء الثاني مسلسل سوري انتج عام 2007، وهو الجزء الثاني من سلسلة باب الحارة. المسلسل من إخراج بسام الملا، وتأليف مروان قاووق. المسلسل عبارة عن دراما اجتماعية شامية تدور أحداثها في عشرينيات القرن العشرين، ويسلط الضوء على الحياة الدمشقية والقيم النبيلة والعادات والتقاليد القديمة.

## القصة
تختلف قصة باب الحارة الجزء الثاني عن الجزء الأول رغم تشابه معظم الشخصيات حيث أن قصة الجزء الأول كانت تدور بشكل أساسي حول السرقة التي قام بها الإدعشري، بينما الجزء الثاني كانت قصته تدور حول دعم الثوار وطلاق سعاد زوجة الحكيم أبو عصام والخلافات وسوء الفهم الذي لحقها في مجتمع الحارة. كما أن زعيم الحارة قد قُتل وخلفه العقيد أبو شهاب في زعامة الحارة إضافة إلى الانتقام من صطيف القاتل بقتله.

## الممثلون
| - عباس النوري - سامر المصري - صباح الجزائري - عبد الرحمن آل رشي - حسن دكاك - ميلاد يوسف - نزار أبو حجر - وائل شرف - علي كريم - أيمن بهنسي - وفيق الزعيم - سليم كلاس | - عصام عبه جي - عادل علي - معن عبد الحق - حسام الشاه - هيثم جبر - محمد الشماط - محمد خير الجراح - علاء الزعبي - حسام تحسين بيك - محمد قنوع - هاني شاهين - محمد رافع | - زهير رمضان - محمد خرماشو - رياض وردياني - أسامة حلال - رائد مشرف - خليل حداد - أدهم الملا - علي التلاوي - وفاء موصللي - هدى شعراوي - سحر فوزي - ليلى سمور | - أمية ملص - فدوى محسن - إيمان عبد العزيز - هيثم عساف - ليليا الأطرش - تاج حيدر - أناهيد فياض - رشا التقي - ديمة قندلفت - ديمة الجندي - منى واصف |